# Chuck Palumbo
Charles Ronald Palumbo (West Warwick, Rhode Island, 15 de juny de 1971), conegut com a "Chuck" Palumbo, és un lluitador de lluita lliure professional estatunidenc, conegut perquè ha treballat per a l'empresa WWE, en les seves marques RAW i SmackDown. Fou acomiadat el 7 de novembre de 2008 per no haver debutat a la marca Raw. Actualment treballa per a la AAA mexicana.

Fa 2,01 metres d'alçada i pesa 129 quilos. Chuck Palumbo debutà en la lluita lliure professional el 1998. Actualment, el seu finisher és Full Throttle.